# Ga cảng hàng hóa sân bay quốc tế Incheon
Ga cảng hàng hóa sân bay quốc tế Incheon là ga đường sắt trên AREX.

## Bố trí ga
| Unseo ↑                            |
| \| １                              |
| ↓ Nhà ga 1 sân bay Quốc tế Incheon |

| １ | ● Tuyến AREX | → Hướng đi Nhà ga 2 sân bay Quốc tế Incheon → |
| ２ | ● Tuyến AREX | ← Hướng đi Seoul                              |